# Raphaël Pujazon
Raphaël Pujazon (ur. 18 lutego 1918 w El Campillo w hiszpańskiej prowincji Huelva, zm. 23 lutego 2000 w Alès) – francuski lekkoatleta, specjalizujący się w biegach długodystansowych, olimpijczyk.

## Sukcesy sportowe
Pomiędzy 1939 a 1950 r. osiemnastokrotnie reprezentował barwy Francji podczas zawodów rangi międzynarodowej. Czterokrotnie (1941, 1942, 1944, 1946) zdobył tytuły mistrza Francji w biegu na 5000 metrów, był również mistrzem kraju w biegach na dystansie 1500 metrów (1944) i 3000 metrów z przeszkodami (1948), jak również w biegach przełajowych (sześciokrotnie, w latach 1944–1949). W 1946 r. odniósł największy sukces w karierze, zdobywając w Oslo tytuł mistrza Europy w biegu na 3000 metrów z przeszkodami, jednocześnie wynikiem 9:01,4 ustanawiając nowy rekord Francji na tym dystansie. Wystąpił również w finale biegu na 5000 metrów, zajmując 8. miejsce. W 1948 r. wystąpił w igrzyskach olimpijskich w Londynie, zwyciężając w jednym z trzech biegów eliminacyjnych na dystansie 3000 metrów z przeszkodami, jednakże biegu finałowego nie ukończył.

## Rekordy życiowe
- bieg na 3000 m z przeszkodami – 9:01,4 – Oslo 25/08/1946
- bieg na 5000 m – 14:46,8 – Oslo 23/08/1946